# Anja Kopač
Anja Kopač (ur. 4 kwietnia 1974 w Kranju) – słoweńska polityk, socjolog i nauczycielka akademicka, sekretarz stanu, w latach 2013–2018 minister pracy, rodziny, spraw społecznych i równouprawnienia.

## Życiorys
Ukończyła studia socjologiczne ze specjalizacją w zakresie zarządzania zasobami ludzkimi na Uniwersytecie Lublańskim. W 2004 została absolwentką studiów podyplomowych z europejskiej polityki społecznej na University of Bath, w tym samym roku obroniła doktorat z polityki społecznej na macierzystej uczelni. W 1998 została pracownikiem naukowym wydziału nauk społecznych Uniwersytetu Lublańskiego, zajęła się kwestiami polityki społecznej, polityki zatrudnienia oraz zarządzania zasobami ludzkimi.
W latach 2008–2012 z rekomendacji Socjaldemokratów była sekretarzem stanu w ministerstwie pracy, rodziny, spraw społecznych i równouprawnienia. Od 20 marca 2013 do 30 września 2018 kierowała tym resortem w gabinetach Alenki Bratušek i Mira Cerara.
Jest rozwiedziona (nosiła uprzednio nazwisko Kopač Mrak).